# 케네스 아셔
케네스 아셔(Kenneth Ascher, 1944년 10월 26일 ~ )는 미국의 재즈 피아니스트이자 작곡가이며 재즈, 록, 클래식 그리고 라이브 공연장, 레코딩 스튜디오, 영화 제작 등 다양한 장르로도 활동하고 있다. 그는 폴 윌리엄스와 함께 《머펫 무비》의 〈Rainbow Connection〉을 공동 집필한 것으로 널리 알려져 있다. 윌리엄스와 아셔는 1979년 아카데미 주제가상(〈Rainbow Connection〉)과 아카데미 음악상(《머펫 무비》 사운드트랙)에 아카데미상 후보에 올랐다. 이 곡은 같은 해 "최고의 오리지널 노래"으로 골든 글로브상에도 지명되었다.